# Vladímir Odóyevski
Vladímir Fiódorovich Odóyevski (Владимир Фёдорович Одоевский), (13 de agosto de 1803 - 11 de marzo de 1869), descendiente de la dinastía Rúrikovich, fue un destacado filósofo, escritor, crítico musical, filántropo y pedagogo ruso. Llegó a ser conocido como el Hoffmann ruso debido a su verdadero interés en los cuentos fantasmagóricos y el periodismo crítico.
Odóyevski publicó una serie de cuentos para niños (por ejemplo, La ciudad en la tabaquera), e historias fantásticas para adultos (por ejemplo, Cosmorama y Salamandra o El año 4338 (1840)). Se inspiró en el cuento de Aleksandr Pushkin, La dama de picas, para escribir una serie de historias similares, sobre la disipada vida de la aristocracia de Rusia (por ejemplo, La Princesa y La Princesa Mimi Zizi). Su obra maestra fue una colección de ensayos y novellas titulado Las noches rusas (1844), el cual estaba inspirado en la obra Las noches áticas de Aulo Gelio.